# Prosevania verrucosipes
Prosevania verrucosipes är en stekelart som först beskrevs av Jean-Jacques Kieffer 1910.  Prosevania verrucosipes ingår i släktet Prosevania och familjen hungersteklar. Inga underarter finns listade i Catalogue of Life.